# Пророк, золото і трансильванці (фільм)
«Пророк, золото і трансильванці» (рум. «Profetul, aurul şi ardelenii») — перший фільм трилогії румунського режисера Дана Піци, знятий в 1978. Наступні фільми циклу — «Акторка, долари і трансильванці» (1979), «Трансильванці на Дикому Заході» (1981).

## Сюжет
Наприкінці XIX століття два брати з Трансильванії, Траян і Ромул, направляються в Америку в пошуках свого третього брата Джона, який виїхав з Румунії десять років тому. Знайти його нелегко, оскільки він ховається від місцевого мормонського «пророка», який разом зі своїм сином-шерифом заправляє всім у окрузі. Джон звинувачується у вбивстві, а прибулий тим же поїздом стрілець спеціально викликаний, щоб розшукати його.
Попереду у братів і неправедний суд, і втеча, і допомога справі правосуддя в шахтарському селищі, де пророк виявиться диктатором і експлуататором золотошукачів, які там проживають.

## У ролях
- Іларіон Чобану — Траян
- Овідіу Юліу Молдован — Джонні
- Мірча Дьякону — Ромул
- Віктор Ребенджюк — Езекіль Уолтроп
- Василе Ніцулеску — суддя Дуліттл
- Ґеорґе Вісу — шериф Джошуа Уолтроп
- Кармен Галін — Ребекка Уолтроп